# Ентер (Нідерланди)
Ентер (нід. Enter) — село в нідерландській провінції Оверейсел. Входить до муніципалітету Вірден.
Його площа становить 2,47 км², а населення станом на 2021 рік складало 5 515 осіб.

## Галерея

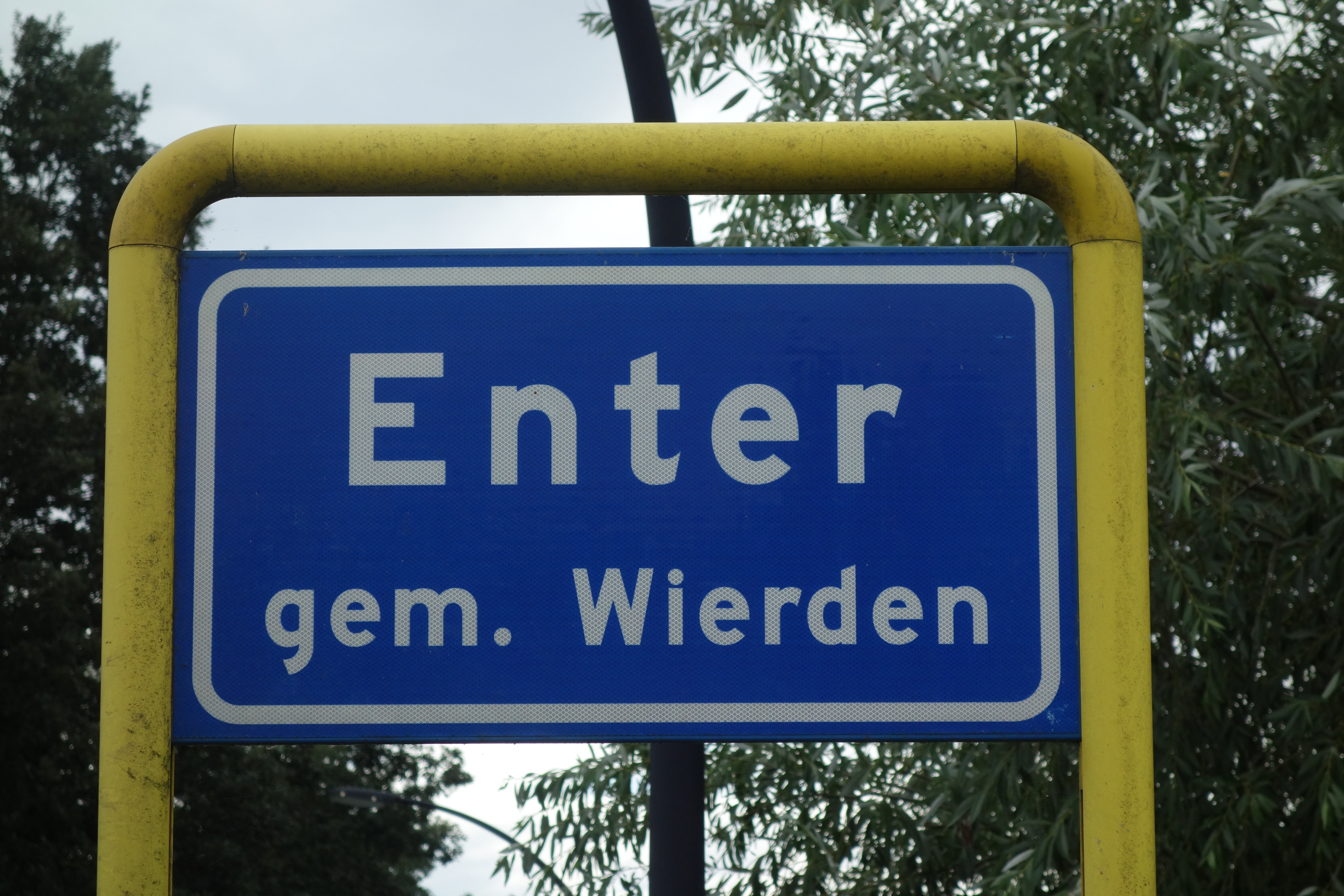
В'їзд до села
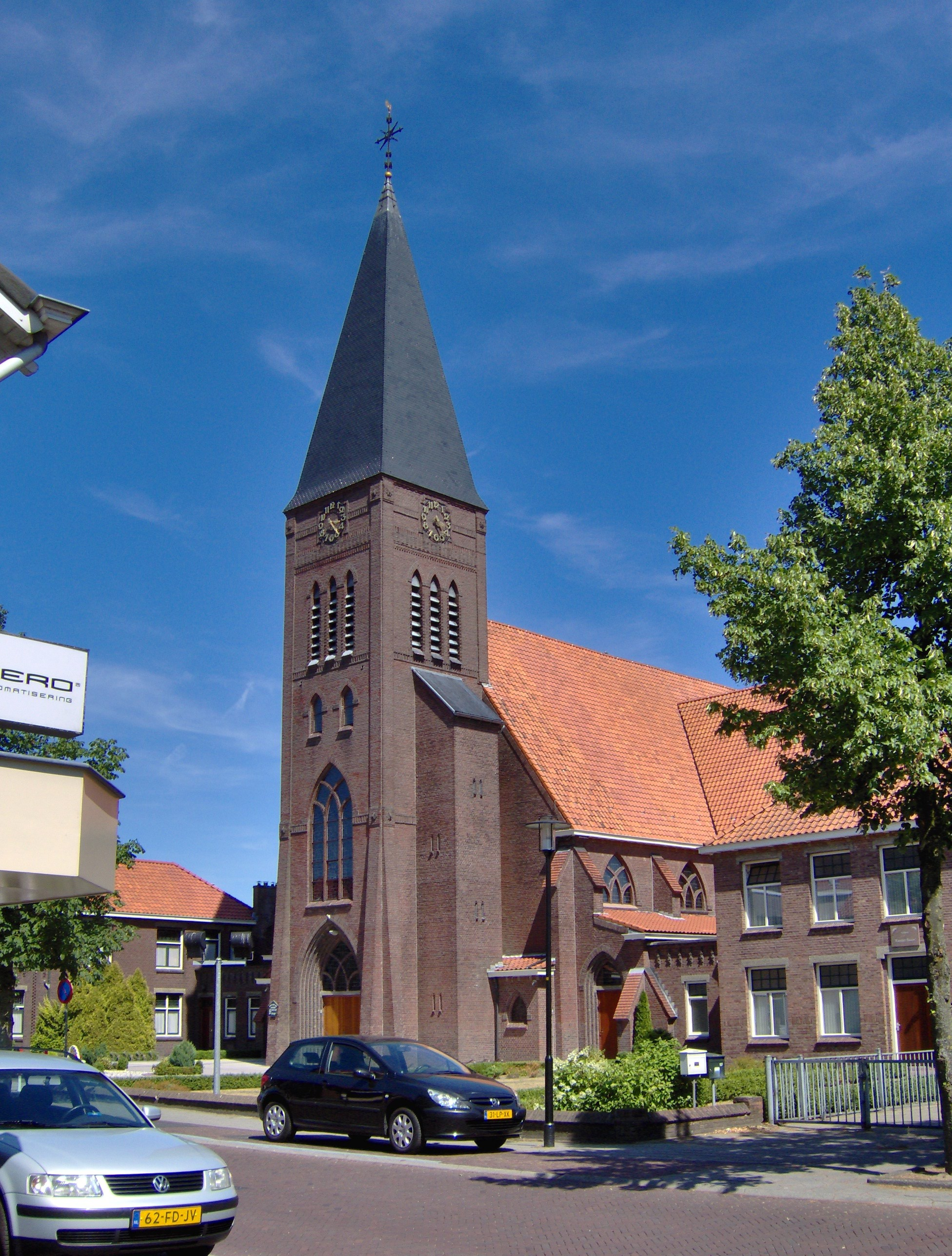
Католицька церква у селі
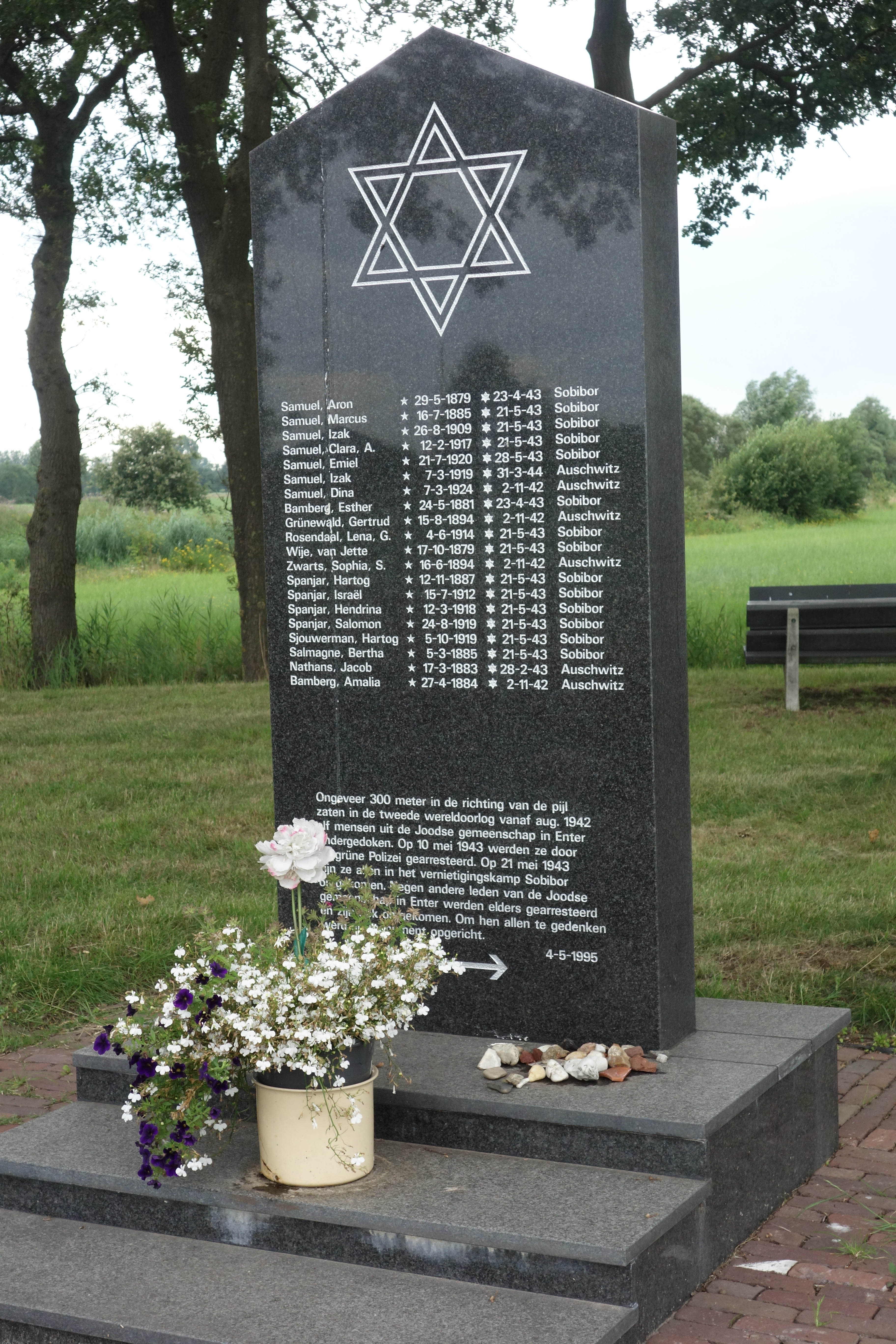
Меморіал жертвам Голокосту
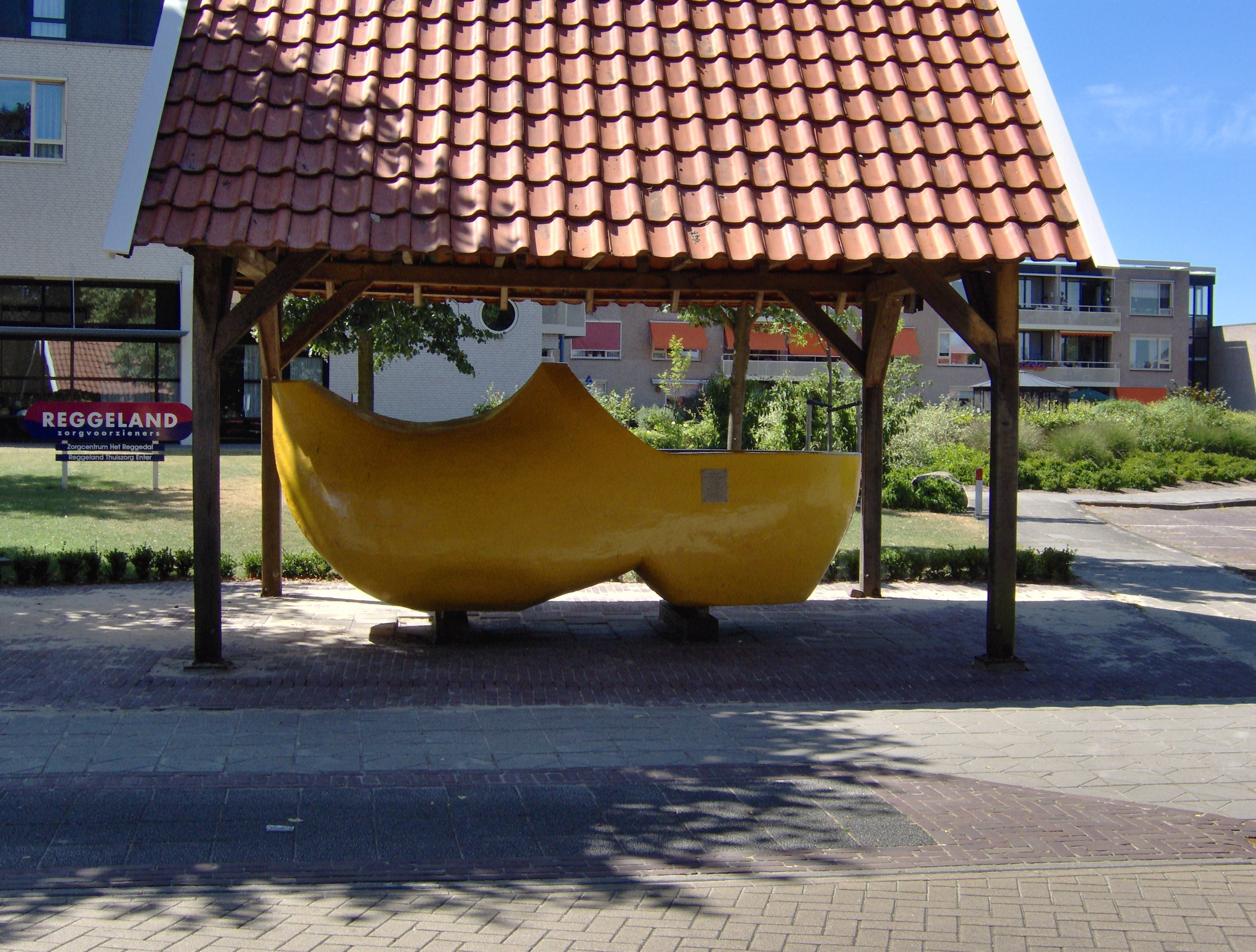
Найбільший у світі дерев'яний черевик, зроблений з цільного дерева